# Verbraucherschutzverein

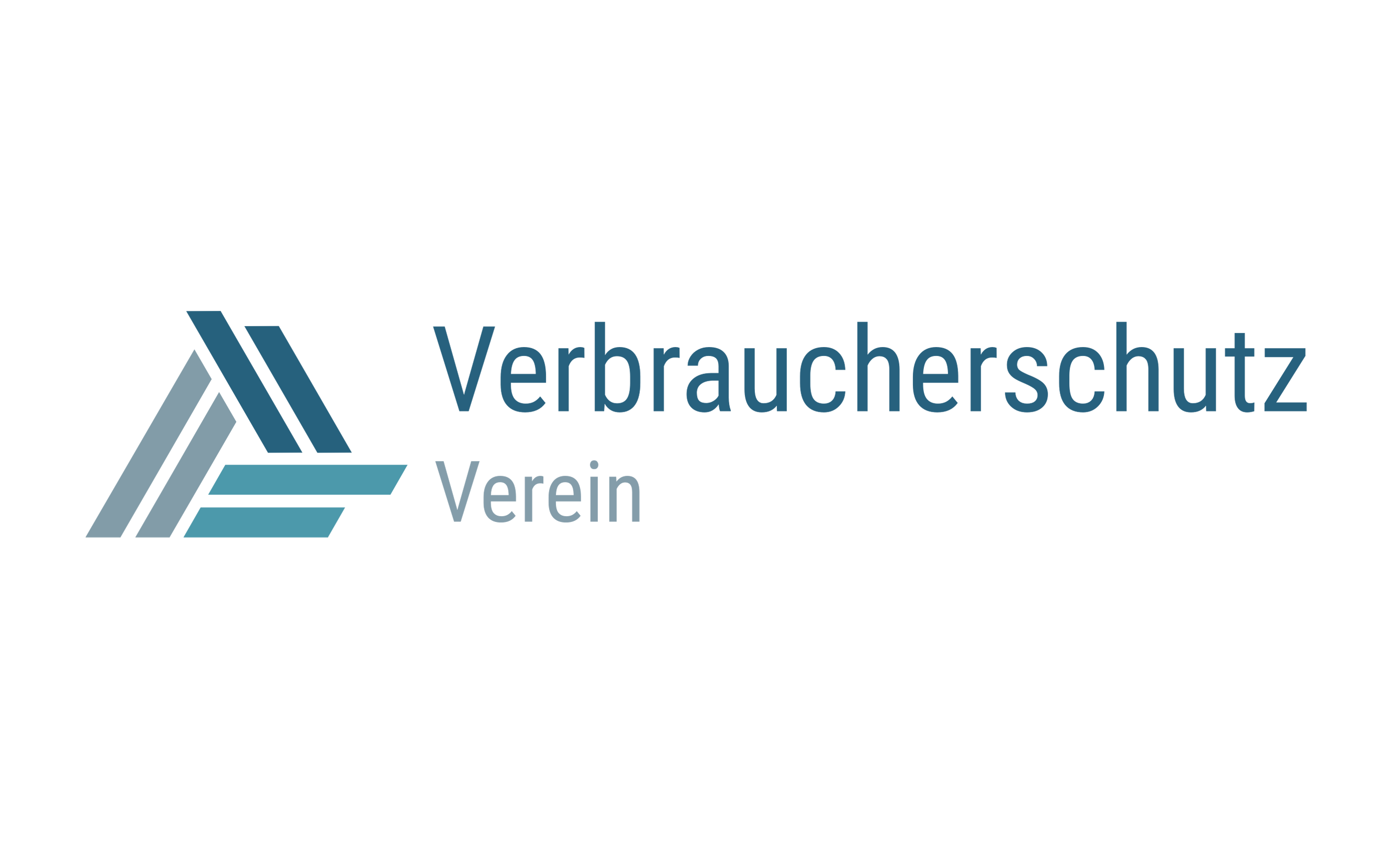
Verbraucherschutzverein Logo

Der Verbraucherschutzverein (VSV) bzw. der Verein zum Schutz von Verbraucherinteressen ist eine österreichische Nichtregierungsorganisation mit Sitz in Wien.
Der Verein wurde von Peter Kolba als grenzenüberschreitende Verbraucherorganisation 2018 gegründet. Internationale Aufmerksamkeit erreichte der VSV durch seine Amtshaftungsklagen gegen die Republik Österreich und das Land Tirol wegen Verdachts auf Behördenversagen bei der Eindämmung des Covid-19-Virus in und um die Bezirke Ischgl, Paznauntal und St. Anton.

## Geschichte
Ausschlaggebend für die Gründung des Verbraucherschutzvereins im Jahr 2018 war ein Konflikt zwischen Peter Kolba und dem Verein für Konsumenteninformation (VKI) betreffend den VW Dieselskandal. Nach 27-jähriger Leitung der Rechtsabteilung trennte sich Kolba vom VKI, um unabhängig gegen Volkswagen weiter zu klagen. Der VSV sammelt vom VW Dieselskandal Betroffene in Österreich und Italien, erzielte bereits außergerichtliche Vergleiche und publizierte das Buch „Diesel-Schäden: Wie Sie sich zur Wehr setzen!“. Weitere Sammelaktionen (unter anderen betreffend Thomas Cook, Wirecard, Ambrush, DocLX, Eurogine) folgten. Internationale Medien berichteten über die vom VSV eingereichte Amtshaftungsklagen gegen die Republik Österreich und das Land Tirol im sogenannten Ischgl-Skandal. Der Verbraucherschutzverein vertritt die Interessen tausender Geschädigter aus aller Welt.
Im August 2022 hat Peter Kolba die Amtsübergabe an der Spitze des VSV eingeleitet. Seine frühere Parteikollegin bei der Liste Jetzt, Daniela Holzinger-Vogtenhuber, folgte Kolba im April 2023 durch Wahl im Rahmen der Generalversammlung einstimmig an der Spitze des VSV nach. Inhaltlich stellt sich der VSV mit Holzinger noch breiter auf. Neben der unmittelbaren Vertretung geschädigter Verbraucher und Verbraucherinnen in Sammelaktionen, wird zukünftig die rechtspolitische Arbeit noch mehr in den Fokus rücken. Verbraucherschutz reaktiv zu denken ist dem Team des VSV zu wenig. Durch den Ausbau der rechtspolitischen Abteilung wird der VSV bereits aktiv, noch bevor ein Schaden eingetreten ist.

## Organisation
Der Verbraucherschutzverein wird durch jährliche Mitgliedsbeiträge finanziert und erhält seit dem Jahr 2023 auch einen Anteil seiner Mittel aus staatlich finanziellen Förderungen. Er sammelt und informiert geschädigte Konsumenten (Privatpersonen, Klein- und Mittelbetriebe) aller Nationen und vertritt sie in juristischen Angelegenheiten (auch) grenzübergreifend. Dafür integriert der VSV Sammelaktionen und Sammelklagen nach österreichischem Recht. Betroffenen ohne Rechtsschutzversicherung vermittelt der VSV Prozessfinanzierer, die sich für übernommene Risiken und Kosten einen Teil des erstrittenen Schadenersatzes behalten. Der VSV vertritt auch die Interessen von Einpersonenunternehmen oder Klein- und Mittelbetrieben, wenn diese gegenüber Konzernen oder Staaten ähnlich strukturell unterlegen sind, wie Verbraucher.